# Theodore H. White
Theodore Harold White (* 6. Mai 1915 in Dorchester, Boston; † 15. Mai 1986 in New York City) war ein US-amerikanischer Journalist und Chinaexperte. Er ist für ein Buch über China von 1946 und seine Buchreihe über die US-Präsidentschaftswahlkämpfe bekannt.
White war der Sohn eines jüdischen Anwalts und besuchte die Boston Latin School mit dem Abschluss 1932. Danach studierte er an der Harvard University mit einem Bachelor-Abschluss in chinesischer Geschichte 1938 bei John K. Fairbank. In Harvard schrieb er für die Universitätszeitschrift Harvard Crimson. Nach seinem Studium erhielt er ein Stipendium für eine Weltreise und begann als Berichterstatter aus Chongqing, der provisorischen Hauptstadt Chinas im Zweiten Weltkrieg. Zuerst war er freischaffend, aber bald darauf von dem Herausgeber von Time Magazine Henry Luce als einer der ersten Auslandskorrespondenten von Time eingestellt. Luce wurde auch sein Freund. Luce war selbst in China geboren worden und besuchte White dort. Weniger glücklich war White darüber, dass seine Beiträge zu Time Magazine von den Herausgebern stark redigiert wurden (Luce bewunderte Tschiang Kai Schek). White berichtete 1939 bis 1945 für Time aus China. Nach dem Krieg kehrte er in die USA zurück und schrieb ein Buch über China mit der Witwe Annalee Jacoby des China-Reporters Mel Jacoby. Darin beschrieb er die Korruption und Unfähigkeit der nationalen Regierung in China und riet seinen Landsleuten, sich an die Machtergreifung der Kommunisten zu gewöhnen. Außerdem gab er die nachgelassenen Aufzeichnungen des US-Generals Joseph Stilwell heraus, der im Krieg unzufrieden mit der Reaktion der chinesischen Regierung auf die japanische Besetzung war. 1948 bis 1950 war er Europa-Korrespondent der Overseas News Agency und 1950 bis 1952 von The Reporter. Schließlich wurde er der Chronist der amerikanischen Präsidentschaftswahlen, worüber er die Making of the President Buchreihe schrieb, die die Wahlen von 1960 (John F. Kennedy) bis 1972 umfasste. Für den ersten Band erhielt er 1962 den Pulitzer-Preis und die Buchreihe war Vorbild für viele weitere Journalisten für ihre Bücher über die Präsidentschaftswahlkampagnen.  White war gut mit der Kennedy-Familie bekannt (Joseph P. Kennedy junior war sein Klassenkamerad gewesen) und nach der Ermordung von John F. Kennedy schrieb er auf Bitten der Witwe Jacqueline einen Essay für das Life-Magazin, in dem er die Regierungszeit als Camelot verklärte (später gestand White ein, dass dies nicht seiner eigentlichen Auffassung entsprach und er der trauernden Witwe einen Gefallen tun wollte). Das war auch das erste Exklusivinterview von Jacqueline Kennedy nach der Ermordung des Präsidenten. 1975 erschien seine Schilderung des Falles von Richard Nixon im Watergate-Skandal. 1978 erschien seine Autobiographie und 1980 berichtete er noch einmal über den Präsidentschaftswahlkampf in einem Buch, das gleichzeitig einen Rückblick auf die vergangenen Wahlkämpfe enthielt. Pläne für eine Berichterstattung (mit anderen TIME Reportern) des Wahlkampfs 1984 zerschlugen sich, da White mit der Qualität der anderen Beiträge unzufrieden war.
Er schrieb auch mehrere Romane basierend auf seinen Erfahrungen, so 1958 The Mountain Road über den Rückzug amerikanischer Soldaten aus China nach einer japanischen Offensive, die durch eine US-Bombardierung provoziert worden war. 1960 wurde der Roman mit James Stewart verfilmt. Ein weiterer Roman (A View from the Fortieth Floor) verarbeitete seine Erfahrungen im Verlag Collier.

## Schriften
- mit Annalee Jacoby: Thunder Out of China, 1946, Da Capo 1980
- Herausgeber Joseph W. Stillwell: The Stilwell Papers, 1948
- Fire in the Ashes: Europe in Mid Century, 1953
- The Mountain Road, 1958 (Roman)
- The View From the Fortieth Floor, 1960 (Roman)
- The Making of the President—1960, 1961
- The Making of the President—1968
- The Making of the President—1964
- Caesar at the Rubicon: A Play about Politics, 1968
- The Making of the President—1972
- Breach of Faith : The Fall of Richard Nixon,  Atheneum Publishers, 1975; Dell, 1986
- In Search of History: A Personal Adventure, Harper & Row, 1978 (Autobiographie)
- America in Search of Itself: The Making of the President, 1956–1980, Harper & Row, 1982
- Theodore H. White at large: the best of his magazine writing, 1939–1986, Pantheon Books, 1992